# Amakasu Masahiko

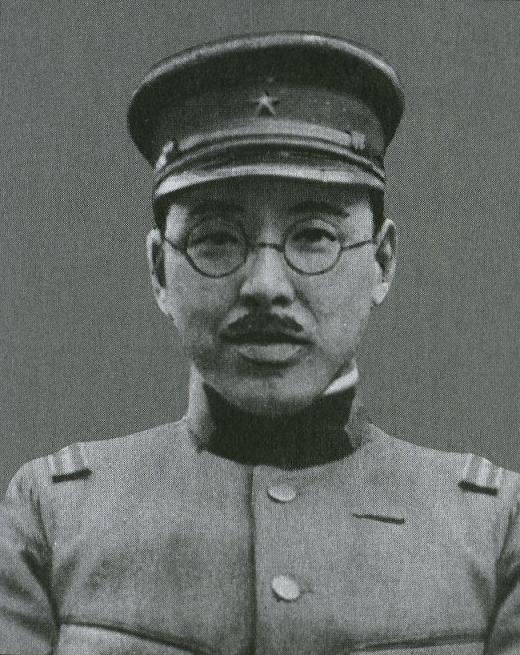
Amakasu im September 1923

Amakasu Masahiko (japanisch 甘粕 正彦; * 26. Januar 1891 in der Präfektur Yamagata; † 20. August 1945) war ein japanischer Leutnant.
Zur Zeit des großen Erdbebens von Kantō leitete Amakasu eine Abteilung der Militärpolizei. Am 16. September 1923 wurden 10 Sozialisten sowie die bekannten Anarchisten Itō Noe und Ōsugi Sakae sowie dessen sechsjähriger Neffe als Ergebnis irrationaler Verfolgungsgefühle und der Angst der Regierung, dass sie durch die Gelegenheit der chaotischen Zustände gestürzt würde, von Amakasus Abteilung ermordet. Der „Amakasu-Zwischenfall“ wurde später breit in den japanischen Medien rezipiert. Vom Militärgericht wurde Amakasu zu 10 Jahren Haft im Chiba-Gefängnis verurteilt. Wegen guter Führung wurde er nach drei Jahren entlassen.
Amakasu ging dann nach Frankreich, war 1931 an der Vorbereitung des Mukden-Zwischenfalls und in China für die Kwantung-Armee maßgeblich an der Errichtung des Marionettenstaates Mandschukuo beteiligt. 1939 wurde er der Leiter der „Mandschurischen Filmgesellschaft“ (満洲映画協会, manchū eiga kyōkai), wo er zum Kopf der kulturellen Invasion des chinesischen Films wurde. Er handelte auch mit UFA-Filmen und vermittelte diese nach Japan weiter. Kurz bevor im August 1945 die Rote Armee die Hauptstadt Mandschukuos Shinkyō eroberte, tötete er sich durch die Einnahme von Kaliumcyanid.
Amakasu ist eine Hauptfigur des Films Der letzte Kaiser, in dem geschildert wird, dass er sich erschießt. Er ist zudem einer der Protagonisten des 2016 erschienenen Romans Die Toten des Schweizer Schriftstellers Christian Kracht.